# Innuendo
Innuendo je osmnácté řadové album britské skupiny Queen, které bylo vydané v roce 1991. Je to zároveň poslední nevýběrové album, které bylo vydané za života frontmana skupiny Freddieho Mercuryho.
Pracovat se na něm začalo ihned po dokončení desky The Miracle, neboť Freddie po sobě chtěl zanechat co nejvíce práce a netušil, jestli se vydání Innuenda dočká. Písničky Headlong a I Can't Live With You byly původně zamýšleny pro Brianovu sólovou desku. Konečná mixáž posledně jmenovaného titulu se členům Queen nelíbila, rozhodli se tedy využít ranou a syrovější nahrávku. O 6 let později se ke skladbě vrátili a natočili hudební podklad znovu pro kompilát Queen Rocks. Skladba All God's A People pochází z období, kdy Freddie spolupracoval s Montserrat Caballé na desce Barcelona, kam se tehdy již nevešla. Jako první vyšel na singlu šestiminutový opus Innuendo, který Queen přinesl prvenství v hitparádách. V USA však píseň na singlu nevyšla. Pro tamní trh byla zvolena Brianova Headlong (která v UK vyšla o několik měsíců později).

## Seznam skladeb
1. „Innuendo“ (Freddie Mercury, Roger Taylor) *
2. „I'm Going Slightly Mad“ (Freddie Mercury, Peter Straker) * na LP zeditována
3. „Headlong“ (Brian May) *
4. „I Can't Live with You“ (Brian May)
5. „Don't Try So Hard“ (Freddie Mercury, John Deacon) na LP zeditována a také umístěna mezi skladby Delilah a The Hitman
6. „Ride the Wild Wind“ (Roger Taylor)
7. „All God's People“ (Freddie Mercury, Mike Moran)
8. „These Are the Days of Our Lives“ (Roger Taylor) * na LP zeditována
9. „Delilah“ (Freddie Mercury)
10. „The Hitman“ (Freddie Mercury, Brian May, John Deacon) na LP zeditována
11. „Bijou“ (Freddie Mercury, Brian May) na LP zeditována
12. „The Show Must Go On“ (Brian May) *

(* Písně vydané jako singly.)

## Sestava
- John Deacon - baskytara, klávesy, syntezátor, programování
- Brian May - elektrická a klasická kytara, klávesy, syntezátor, vokály, programování
- Freddie Mercury - zpěv, vokály, klavír, klávesy, syntezátor, programování
- Roger Taylor - bicí, perkuse, klávesy, vokály, programování

- Steve Howe - klasická kytara (společně s Brianem Mayem) v písni "Innuendo"
- Mike Moran - klavír, syntezátory a programování v písní "All God's People"